# José Rafael Méndez Méndez
José Rafael Méndez Méndez (Ortiguera, Asturias 5 de agosto de 1938), es un historietista español que trabajó sobre todo para los mercados alemán y francés.
En 1985 abandonó el medio.

## Obra
| Años      | Título            | Guionista       | Tipo   | Publicación                                     |
| --------- | ----------------- | --------------- | ------ | ----------------------------------------------- |
| 1968-1973 | Kalar             |                 | Serial | Impéria                                         |
| 197-      | Super Boy         |                 | Serial | Impéria                                         |
| 1972      | Bimba             |                 | Serie  | Pip                                             |
| 197-      | Kuma              | Peter Wiechmann | Serie  | Primo, Action Comic album, Super Action pockets |
| 1976      | Billy Press       |                 | Serie  | Spirit                                          |
| 1981      | Buffalo Bill      |                 | Serial | Vértice                                         |
| 197-      | Hombre            | Peter Wiechmann | Serie  | Yps                                             |
| 1981-82   | Dietrich von Bern | Peter Wiechmann | Serie  | Fix und Foxi Extra                              |

## Premios
- Premio Haxtur  al Autor que Amamos, compartido con Neal Adams en el año 1999.  Salón Internacional del Cómic del Principado de Asturias.
- Premio Haxtur  al Mejor dibujante por Hombre en el año 2015. En el  Salón Internacional del Cómic del Principado de Asturias.